# Libnotes (Libnotes) fuscicoxata
Libnotes (Libnotes) fuscicoxata is een tweevleugelige uit de familie steltmuggen (Limoniidae). De soort komt voor in het Oriëntaals gebied.